# 31559 Alonmillet
31559 Alonmillet è un asteroide della fascia principale. Scoperto nel 1999, presenta un'orbita caratterizzata da un semiasse maggiore pari a 2,2334249 UA e da un'eccentricità di 0,0894004, inclinata di 6,12075° rispetto all'eclittica.